# فيكتوريا ميتشيل
فيكتوريا ميتشيل (بالإنجليزية: Victoria Coren Mitchell)‏ (و. 1972  م) هي صحفية، ومقدمة تلفزيونية، ولاعبة بوكر، ومؤلفة، ومقدمة برامج إذاعية، وكاتِبة بريطانية، ولدت في هامرسميث.

## التعليم
تعلمت في كلية سانت جون، أوكسفورد.

## وصلات خارجية
- فيكتوريا ميتشيل على موقع IMDb (الإنجليزية)
- فيكتوريا ميتشيل على موقع قاعدة بيانات الفيلم (الإنجليزية)

- فيكتوريا ميتشيل في قاعدة بيانات الأفلام على الإنترنت